# Татьянино (Вологодская область)
Татьянино — деревня в Кирилловском районе Вологодской области на реке Сусла.
Входит в состав Николоторжского сельского поселения, с точки зрения административно-территориального деления — в Волокославинский сельсовет.
Расстояние до районного центра Кириллова по автодороге — 42,5 км, до центра муниципального образования Никольского Торжка по прямой — 16 км. Ближайшие населённые пункты — Тереховская, Хмелевицы, Петровское.
По переписи 2002 года население — 10 человек.